# Berghof
Berghof, i närheten av Berchtesgaden på Obersalzbergs sluttning i Bayerska alperna, var mellan 1933 och 1945 Adolf Hitlers bostad och residens. Det fungerade även som Nazitysklands andra regeringshögkvarter, vid sidan av Berlin.
Förutom Hitler hade även Hermann Göring, Martin Bormann och Albert Speer hus i området. I anslutning fanns även ett omfattande nätverk av skyddsrum insprängda i berg, hotell, kaserner för SS samt ett växthus avsett att försörja Hitlers hushåll. Det berömda "Örnnästet" – Kehlsteinhaus – ligger på en klippavsats 2,5 km (fågelvägen) söderut.
Berghof låg på nästan 1 000 m ö.h och byggdes om i flera omgångar. Det var innan de större ombyggnationerna känt som Haus Wachenfeld. Byggnaden innehöll större salar, fritidsutrymmen inklusive en bowlingbana, bostadsrum samt angränsande adjutantur och tjänstebostäder. Bland statsbesöken på Berghof fanns det av Storbritanniens Neville Chamberlain den 15 september 1938.

## Efter kriget
Den 25 april 1945 bombades anläggningen på Obersalzberg av 318 brittiska Lancasterplan, och Berghof totalförstördes i angreppet. USA:s armé övertog efter kriget området. Det angränsande hotellet Platterhof renoverades och blev under namnet General Walker Hotel en fritidsanläggning för soldaterna i Europa, med bland annat en golfbana. De återstående ruinerna av Berghof sprängdes 30 april 1952 (årsdagen av Hitlers död) på initiativ av tyska myndigheter, för att man inte ville riskera att de skulle bli en vallfärdsort för nynazister. 
År 1995 överläts anläggningen och berget till förbundslandet Bayern. Då avlägsnades de sista kvarvarande resterna av Berghof. I dag finns endast en stöttande betongvägg och vissa stycken av garaget kvar ovan mark. 

## Galleri

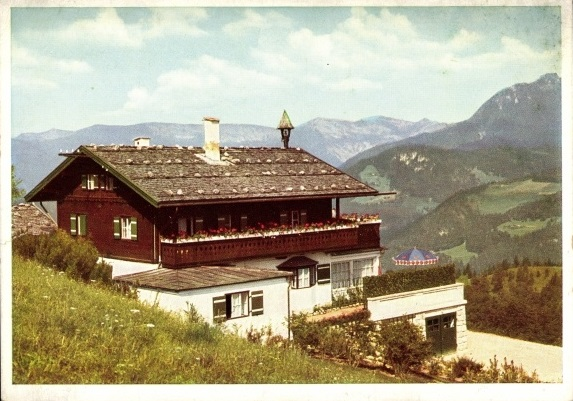
Berghof, dåvarande Haus Wachenfeld innan ombyggnationen.
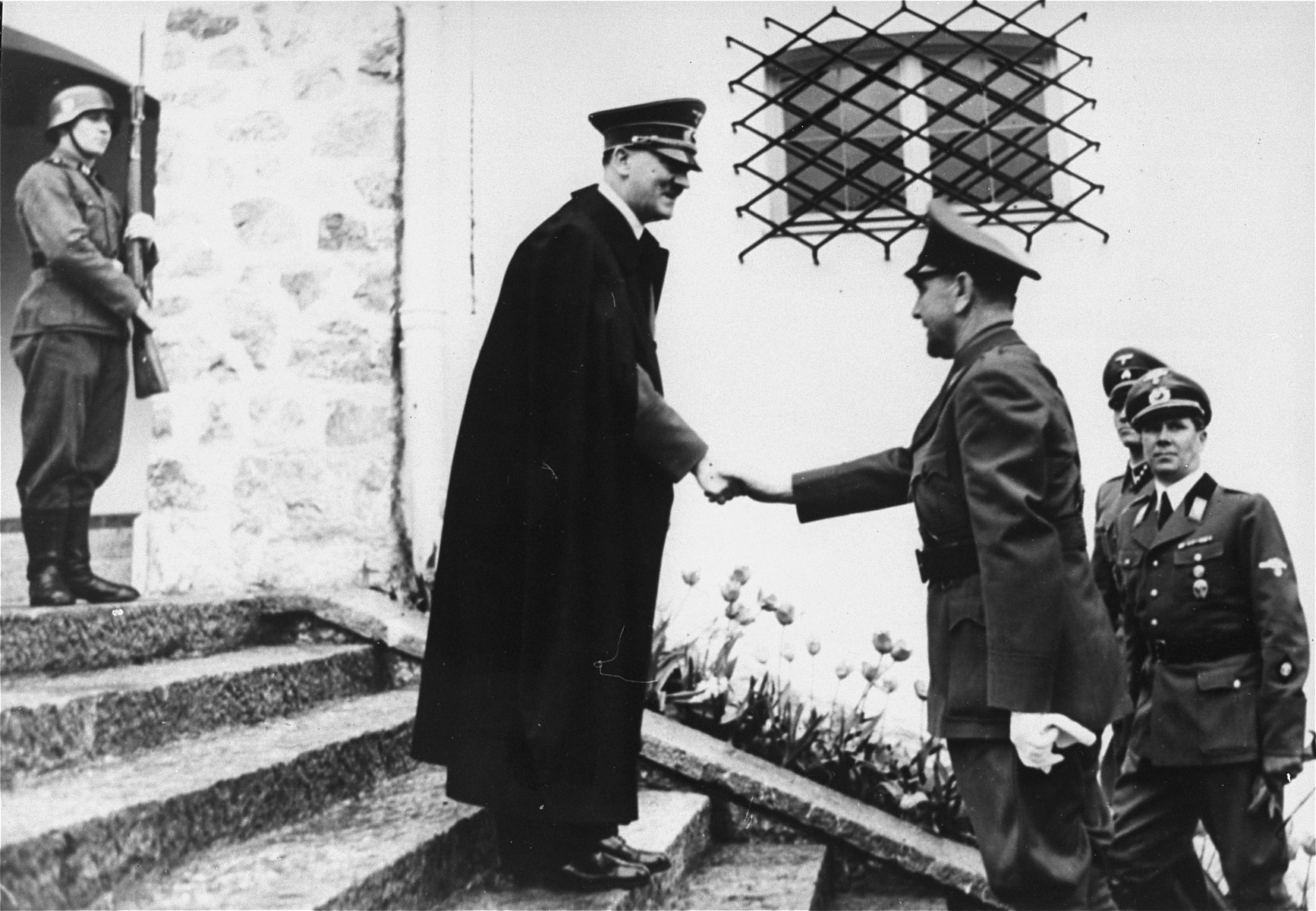
Den kroatiske diktatorn Ante Pavelić på besök 1941.
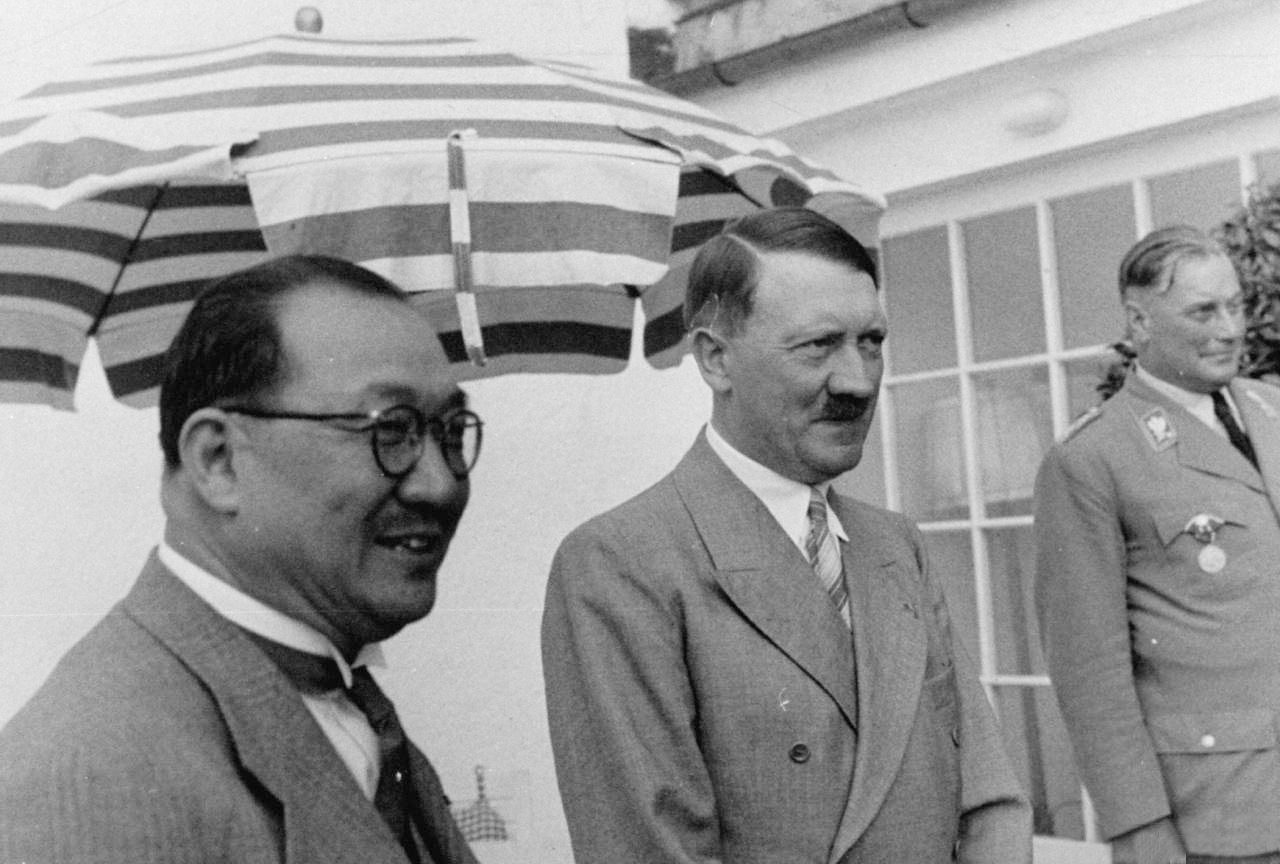
Hitler tillsammans med den kinesiske premiärministern K'ung Hsiang-hsi som är på besök, 1936.
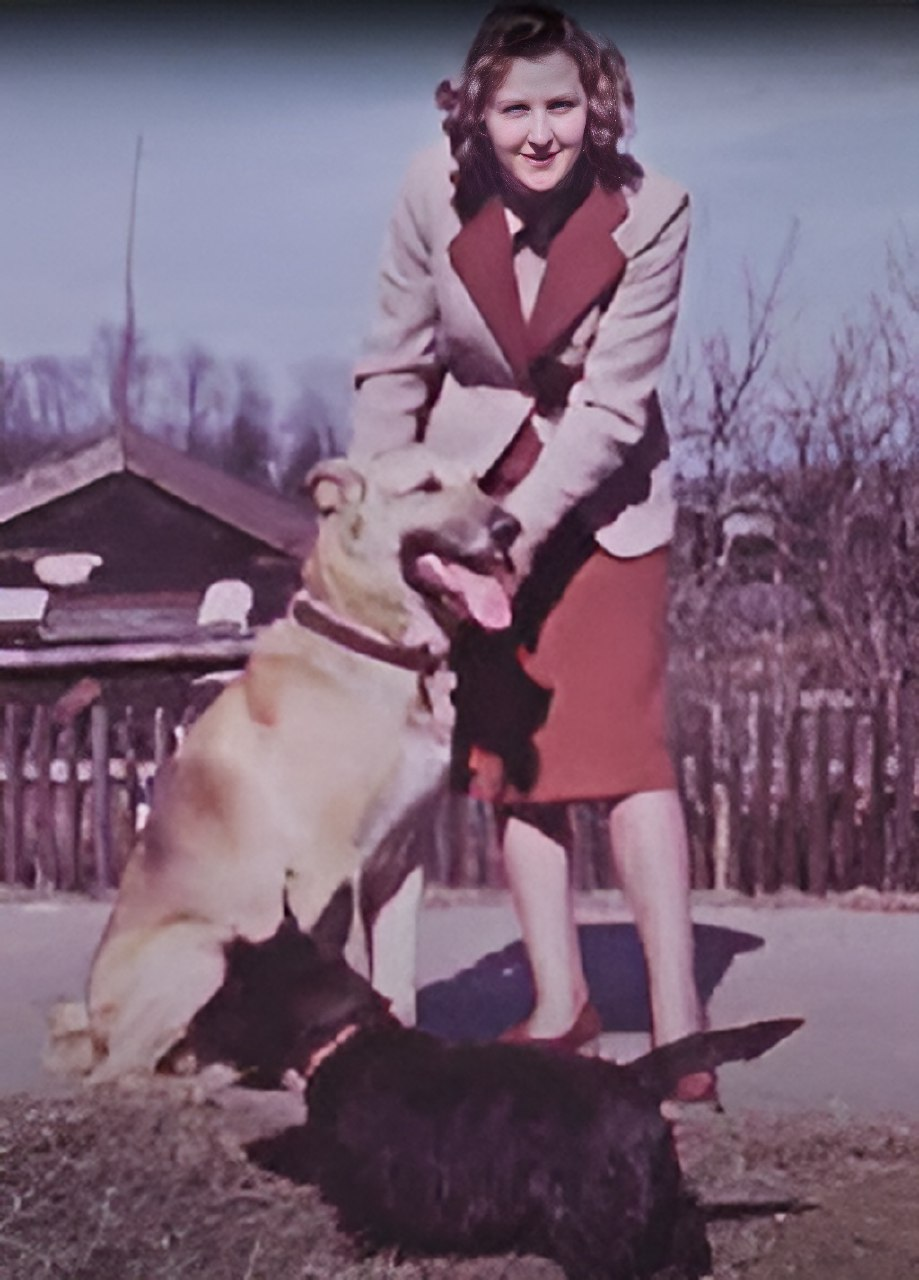
Eva Braun med hundarna, bland annat schäfern Blondi.
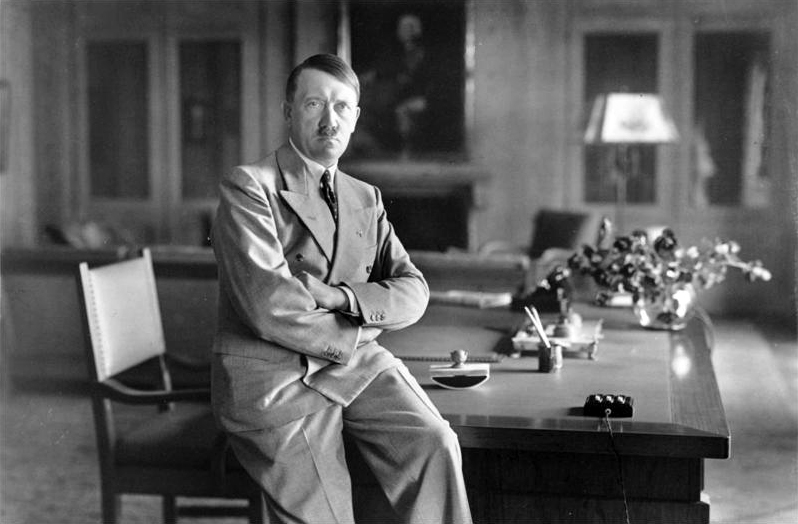
Hitler i sitt arbetsrum på Berghof, 1936.